# Covas do Barroso
Covas do Barroso é uma povoação portuguesa sede da Freguesia de Covas do Barroso do Município de Boticas, freguesia com 29,58 km² de área e 191 habitantes (censo de 2021), tendo, por isso, uma densidade populacional de 6,5 hab./km².
Com lugares desta freguesia foi criada em 1967 a freguesia de São Salvador de Viveiro.

## Geografia
A freguesia de Covas do Barroso localiza-se na região de Barroso, em Trás-os-Montes, num vale entre a Serra da Sombra (a norte) e a Serra do Pinheiro (a sul), nas coordenadas 41°38′8″ N, 7°47′0″ W.
Situa-se na parte sul do Município de Boticas, distando da sede do município cerca de 20 km. Confronta com várias freguesias: a norte São Salvador de Viveiro, a este Canedo do Município de Ribeira de Pena, a sul Gondiães do Município de Cabeceiras de Basto e a oeste Dornelas.
Toda esta região se caracteriza por ser de clima temperado de tipo atlântico, com elevada precipitação no inverno e relativa humidade no verão.
Em termos de caracterização física, Covas do Barroso faz parte da Zona Alta ou Barroso, mais especificamente da sua sub-zona da Região Intermédia que caracteriza além de Covas do Barroso, a zona de Covelo do Gerês e vale do Tervo.
A altitude situa-se entre 400/500 m e 600/700 m. Possui dois cursos de água, o rio Covas e o seu afluente, o rio Couto. O rio Covas pertence à bacia hidrográfica do rio Tâmega, sendo um dos principais afluentes deste rio.
Em termos de climatologia, na Região Intermédia, o período de geadas vai de fins de outubro a meados de abril, mas em situação de acumulação de ar frio. As geadas tardias podem ocorrer em princípios de Maio.
Geologicamente, verificam-se afloramentos de xistos metamasfizados do silúrico.
O acesso viário poderá ser feito pela ER 311, virando na indicação Campos / Covas do Barroso e percorrendo a EM 519-C até à aldeia de Covas do Barroso, ou, em alternativa, percorrendo a ER 311 e virando na indicação Covas do Barroso segue-se pela EM 519-1C. Outros acessos, ainda que precários, poderão ser feitos da direcção de Canedo e mesmo de Dornelas.
Covas do Barroso situa-se na NUT III Alto Trás-os-Montes e na Região de Turismo do Alto Tâmega e Barroso.
Covas de Barroso possui uma central hidroelétrica. Esta localiza-se na confluência dos rios Covas e Couto e possui dois grupos turbina-gerador. Tem uma produção energética média anual de 18,4 GWh, podendo variar entre os 14 e os 19 dependendo da pluviosidade de cada ano.

## Demografia
Nota: Com lugares desta freguesia foi criada em 1967 a freguesia de São Salvador de Viveiro, do que resultou uma redução do número de habitantes no censo de 1970.
A população registada nos censos foi:
| Distribuição da População por Grupos Etários | Distribuição da População por Grupos Etários | Distribuição da População por Grupos Etários | Distribuição da População por Grupos Etários | Distribuição da População por Grupos Etários |
| -------------------------------------------- | -------------------------------------------- | -------------------------------------------- | -------------------------------------------- | -------------------------------------------- |
| Ano                                          | 0-14 Anos                                    | 15-24 Anos                                   | 25-64 Anos                                   | > 65 Anos                                    |
| 2001                                         | 31                                           | 36                                           | 143                                          | 138                                          |
| 2011                                         | 20                                           | 15                                           | 118                                          | 109                                          |
| 2021                                         | 8                                            | 18                                           | 84                                           | 81                                           |

## História
Vestígios arqueológicos atestam a fixação de população na zona de Covas de Barroso pelo menos desde a Idade do Ferro. Há nos seus limites e proximidades um conjunto significativo de castros que comprovam a sua importância e antiguidade (Castro de Lesenho, Castro do Poio e o Alto do Castro).
Além dos lugares de Romaínho e Muro, na Idade Média existiam ainda duas outras povoações: S. Martinho e Cabanelas. Considera-se, popularmente, que se extinguiram por motivos da peste. Tenha-se em consideração, no entanto, que nesta altura faziam parte dos limites territoriais de Santa Maria de Covas do Barroso outros lugares com núcleos populacionais relevantes (Agrelos, Bostofrio, Campos e Viveiro) e outros mais dispersos.
Um dos primeiros registos da freguesia de Santa Maria de Covas do Barroso está patente nas Inquirições Gerais de D. Afonso III, realizadas no século XIII, mais precisamente em 1258. Aí pode-se verificar os limites territoriais, os núcleos populacionais, as propriedades agrícolas e as suas principais produções. Um dos objetivos principais dessas inquirições era avaliar o estado do património régio e das rendas e direitos devidos ao rei, bem como sobre o crescimento da propriedade privilegiada.[carece de fontes?]
A Freguesia de Santa Maria de Covas do Barroso foi também abadia de apresentação da Casa de Bragança que era sua donatária. Na Igreja de Santa Maria de Covas do Barroso foi sepultado, em 1459, Afonso Anes Barroso, escudeiro de D. Afonso I, Duque de Bragança.
Em 12/11/1548, foi feito o Tombo das Coisas e Propriedades da Igreja de Santa Maria de Covas[carece de fontes?] que permite verificar os limites da freguesia, as pratas que a igreja possuía e alguns registos do quotidiano.
Em 1758, por ocasião de um grande inquérito ordenado pelo Marquês do Pombal e respondido por todos os párocos do país, pode-se conhecer nas "Memórias Paroquiais de 1758"[carece de fontes?] a descrição da terra, serras e rios da freguesia de Santa Maria de Covas do Barroso.
Até 1836, Covas do Barroso pertenceu ao concelho (atual município) de Montalegre. Nesse ano verificou-se uma reforma administrativa que criou o concelho (atual município) de Boticas. Sob o aspeto judicial, no entanto, pertencia em 1839 à comarca de Chaves; em 1852, à de Montalegre; e, em 1878, figurava no julgado de Eiró.
Em 1839, foi criada a sua primeira escola Primária.
Em 28 de Janeiro de 1967, foi desanexada uma parcela do território de Covas do Barroso e criada a freguesia de São Salvador de Viveiro (Decreto Lei n.°47516). Até aí era a maior freguesia do concelho de Boticas. Até então, faziam parte da freguesia de Covas do Barroso os lugares de Agrelos, Bostofrio, Campos e Viveiro.
Em 2018, a região de Barroso é reconhecida pela Organização das Nações Unidas como Sistemas Engenhosos do Patrimônio Agrícola Mondial.

### Eventos recentes
Em 2006, o Estado Português e a sociedade Sabrais assinam um contrato de exploração de 142 hectares para extrair quartzo e feldspato em Covas de Barroso. Em 2016, Savannah ressources, a empresa britânica  adquire à Imerys, empresa francesa, o contrato de exploração (que a Imerys tinha adquirido em 2010 à Sabrais). A área de exploração é estendida para 548 hectares; o lítio é adicionado aos minerais cobiçados. Em 2017, são realizadas 135 perfurações. Os habitantes formam a associação "Unidos Em Defensa de Covas do Barroso".
Em 2018, a região de Barroso é reconhecida pela ONU como "Sistema Engenhoso do Património Mundial".
Em 2019, é organizada uma grande manifestação contra a expansão da mineração em Lisboa.
Em 2021, para tranquilizar a opinião pública, Savannah produz um estudo de impacto ambiental . A concessão da zona de exploração é alargada a 593 heactares. Os habitantes de Covas organizam o seu 1o campo de verão internacionalista.
Em 2023, a Agência Portuguesa do Ambiente dá luz verde ao projecto. No mesmo ano, o 1o ministro António Costa é forçado a renunciar por suspeita de corrupção. Apoiados não por representantes locais, advogados e associações ecologistas, os habitantes lançam uma série de recursos perante os tribunais.
Em 06 de dezembro de 2024, o governo, por uma ordem administrativa, obriga os habitantes a deixar Savannah acessar a área de exploração para que ela possa continuar suas atividades de prospecção. Em 06 de fevereiro de 2025, esta injunção é revogada pelo Tribunal Administrativo e Fiscal de Mirandela. As atividades de prospecção são suspensas.
Em 26 de março de 2025, estreia o filme "Covas de Barroso, crónica de uma luta coletiva" do realizador Paulo Carneiro

## Património

### Edificado
- Capela de Nossa Senhora da Saúde (Covas do Barroso) (Nº IPA PT011702080047)
- Calvário (Nº IPA PT011702080046)
- Capela de S. José (Romaínho) (Nº IPA PT011702080048)
- Casa Paroquial/Casa Mortuária (Nº IPA PT011702080080)
- Cruzeiro de Covas do Barroso (Nº IPA PT011702080005)
- Escola Primária de Covas (Nº IPA PT011702080079)
- Fontanário (Covas do Barroso): Séc. XVIII com cofre de esmolas em granito
- Forno Comunitário de Covas do Barroso (Nº IPA PT011702080012)
- Igreja de Santa Maria (Covas do Barroso) ou Igreja Paroquial de Covas do Barroso (Nº IPA PT011702080004)
- Maçadouro do Linho (Nº IPA PT011702080049)

### Arqueológico
- Alto do Castro
- Castro do Poio
- Povoado de S. Martinho

## Turismo
Covas do Barroso reúne condições excelentes para diversas atividades turísticas, distinguindo-se no âmbito do Turismo de Natureza. A importância dos seus valores naturais, paisagísticos, históricos e culturais combinam-se para a realização de diferentes atividades relacionadas com o Ecoturismo.
Em termos de turismo religioso, a Igreja de Santa Maria de Covas do Barroso é uma das igrejas de estilo românico mais importantes da região de Barroso e do Norte de Portugal sendo referida em diversos guias turísticos e sites de referência.
Em termos patrimoniais também o seu forno comunitário se destaca. A sua localização no centro da aldeia e as suas características arquitetónicas (edifício de planta retangular e telhado em lajes de granito) são um ponto de referência, no concelho de Boticas. De referir que, de acordo com leis consuetudinárias desta aldeia, qualquer pessoa pode abrigar-se no Forno, por um período que não pode exceder as 24 horas. Pode-se ver cozer e fazer a prova do pão em diversas atividades culturais e turísticas.
Possui inúmeros caminhos de beleza incomparável e um percurso pedestre de cerca de 22 km associado a atividades turísticas relacionadas com a natureza e a molinologia. Esta localidade tem registados 21 moinhos de água. Numa linha de 10 km, entre Cerdedo e Covas do Barroso, registam-se 24 moinhos. Quinze dos moinhos estão distribuídos a menos de 1,5 km da povoação. Quase todos esses moinhos ainda se encontram bem preservados e cerca de 9 ainda em uso.
Outros bonitos percursos poderão ser feitos a pé, de bicicleta ou a cavalo. A descoberta e observação da fauna e flora, a contemplação da paisagem e da vida rural, em todas as estações do ano, poderão ser realizados pelos rios, pelas levadas, nos lameiros, nos campos agrícolas, na floresta e na montanha.
A Observação de Aves (principalmente as de Rapina) é uma possibilidade e uma outra área de importância é o turismo geológico. Nesta localidade podem-se verificar importantes de jazigos pegmatíticos associados a granitos.
As suas condições topográficas aliadas à beleza natural de Covas do Barroso, faz com que esta freguesia também se destaque por ser um ponto de passagem em diversas provas amadoras e oficiais Fora de Estrada(Off Road)/Todo-Terreno (Bicicletas de Montanha, Jipes, Motos, etc.)

## Estudos Académicos
Covas do Barroso é referida em diversos estudos académicos em diferentes temáticas:
- Sociologia: Um sociólogo holandês Adri L.J. van den Dries incluiu o estudo de caso de Romaínho para falar do uso e gestão da água em Trás-os-Montes.[22]
- Etnografia: Há várias referências a trabalho etnográfico em Covas do Barroso. Uma delas é relativa ao casamento enquanto ritual de passagem e das suas características particulares nesta freguesia e foi descrita por Pinho Leal,[23] em 1874. Há também uma referência a uma balada a Santa Irene recolhida por Leite de Vasconcelos e editada no livro Romanceiro Português.[24]
- Linguística: No campo da linguística as gentes de Covas do Barroso foram inquiridas para a elaboração do Atlas Linguístico-Etnográfico de Portugal e da Galiza (ALEPG). Este projeto foi iniciado, em 1970, por uma equipa dirigida por Luís Filipe Lindley Cintra.[25]
- Biologia: Uma equipa de autores portugueses de diversas disciplinas científicas fizeram uma avaliação dos efeitos ecológicos de pequenos aproveitamentos hidroelétricos (incluindo o de Covas do Barroso) sobre a ictiofauna.[26]
- Hidrologia: Foi feito um estudo de caso do aproveitamento hidroelétrico em Covas do Barroso.[27]
- Engenharia Elétrica: Foi feito um estudo comparativo acerca da avaliação dos transientes elétricos.[28]
- Geologia: São encontradas diversas referências nacionais e internacionais acerca de diversos pegmatites de lítio[29], Feldspato,[30] etc.

## Festividades religiosas
- São José, 19 de março, Romaínho
- Nossa Senhora da Saúde, primeiro domingo de junho, Covas do Barroso.
- Santo António, 13 de junho, Covas do Barroso
- Festa do Carolo de Santo António, 14 de junho, Covas do Barroso

## Coletividades
- Centro Cultural e Recreativo de Covas do Barroso